# Culex perfuscus
Culex perfuscus är en tvåvingeart som beskrevs av Edwards 1914. Culex perfuscus ingår i släktet Culex och familjen stickmyggor. Inga underarter finns listade i Catalogue of Life.